# 나카구치 마사후미
나카구치 마사후미(일본어: 中口 雅史, 1972년 4월 10일~)는 일본의 축구 선수, 지도자이다.

## 구단 경력
1995년 J1리그의 감바 오사카에 입단하였다. 1997년 사가와 급편 오사카로 이적했다. 2001년후 현역 은퇴.

## 지도자 경력
2006년 사가와 급편 오사카의 감독을 맡으며 2007년부터 2011년까지 사가와 시가 FC에서 감독을 맡았다. 2016년부터 2019년까지 MIO 비와코 시가에서 감독을 맡았다. 2020년 반라우레 하치노헤의 감독으로 취임하였다.